# Дылдин, Максим Сергеевич
Максим Сергеевич Ды́лдин (19 мая 1987, Пермь) — российский спортсмен-легкоатлет, бегун на короткие дистанции, член олимпийской команды России 2008 года. Выступает за Пермские профсоюзы. Вице-чемпион Европы 2007 года в закрытых помещениях в эстафете 4×400 м. Чемпион Европы 2010 в эстафете 4×400 м. Чемпион России в беге на 400 метров 2012 года.
13 сентября 2016 года решением МОК лишён бронзовой медали Олимпийских игр 2008 года в Пекине в эстафете 4×400 м из-за положительной допинг-пробы Дениса Алексеева.
В январе 2017 года CAS дисквалифицировал на четыре года Максима Дылдина за нарушение антидопинговых правил. Спортсмен получил наказание по правилу "Уклонение, отказ или неявка на процедуру сдачи проб". Срок отстранения отсчитывается с 6 января 2017 года..
26 сентября 2017 года Дылдин получил наказание за положительную допинг-пробу на туринабол на Олимпийских играх 2012 года: все его результаты с 5 августа 2012 года были аннулированы, в том числе бронзовая медаль сборной России в эстафете 4×400 метров на домашнем чемпионате мира 2013 года и серебряная медаль в эстафете на чемпионате Европы 2014 года.
Женат, есть дочь, родившаяся во время проведения Олимпиады.

## Личные рекорды
| Вид   | Результат   |
| ----- | ----------- |
| 200 м | 21,67 сек   |
| 300 м | 32,93 сек   |
| 400 м | 45,01 сек   |
| 500 м | 1:01,28 сек |

## Награды и звания
- Заслуженный мастер спорта России
- Медаль ордена «За заслуги перед Отечеством» II степени — За большой вклад в развитие физической культуры и спорта, высокие спортивные достижения на Играх XXIX Олимпиады 2008 года в Пекине (2009)[5]
- Почётная грамота Президента Российской Федерации (19 июля 2013 года) — за высокие спортивные достижения на XXVII Всемирной летней универсиаде 2013 года в городе Казани[6]